# Gusta Dawidson Draenger
Gusta Dawidson Draenger, nom de code Justyna (1917-1943) est une militante polonaise originaire de Cracovie à la fin des années 1930 et pendant l'occupation nazie de la Pologne durant la Seconde Guerre mondiale. Elle a écrit un compte-rendu détaillé de ses activités dans la prison de Montelupich, au début de 1943. Avec son mari Shimshon Draenger, ils sont exécutés par les nazis en novembre 1943. Ses mémoires sont publiés pour la première fois en Pologne sous le titre de Pamiętnik Justyny en 1946, puis en hébreu
יומנה של יוסטינה (Journal de Justina) en 1974 et en anglais, Justyna's Narrative en 1996,.

## Biographie
Née à Cracovie, Gusta Dawidson grandit dans une famille juive orthodoxe de tradition hassidique. Dès son plus jeune âge, elle est attirée par le sionisme. À l'école, elle devient membre du mouvement pour la jeunesse Agoudat Israel. Elle rejoint ensuite le mouvement de la jeunesse Bnei-Akiva, où elle contribue activement au travail éducatif en devenant membre du comité central.
Après l'invasion de la Pologne par les Allemands en septembre 1939, elle est l'une des fondatrices de l'Il-Haluz Ha-Lohem (Les Pionniers combattants), un groupe clandestin combattant résistant à Cracovie. Elle se lie d'amitié avec Shimshon Draenger, un chef d'Akiba qui fut le rédacteur en chef du journal Divré Akiva et de l'hebdomadaire Tse'irim. Pendant ce temps, elle crée de fausses cartes d'identités pour les juifs tentant de se cacher.
En septembre 1939, la Gestapo arrête Shimshon Draenger pour avoir publié un article de la militante anti-nazie autrichienne Irene Harand dans Divré Akiba et pour avoir fondé le Mouvement de défense juif. Il est envoyé au camp de concentration de Troppau près d'Opava. Étant son épouse, Gusta Dawidson se livre aux nazis et demande à le rejoindre. Au début des années 1940, grâce à un énorme pot-de-vin, ils sont relâchés, mais doivent se présenter régulièrement à la Gestapo. Ils continuent néanmoins à se réunir secrètement avec les membres de leur mouvement.

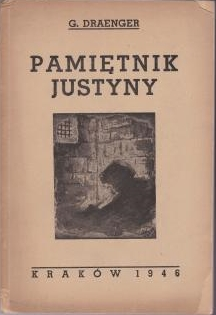
Couverture de la version originale de Pamiętnik Justyny (1946)

À la suite de l'attaque le 22 décembre 1942 du café Cyganeria fréquenté par des officiers allemands, Shimshon Draenger est arrêté le 18 janvier 1943. Lorsque la Gestapo découvre que Gusta Dawidson est son épouse, ils l'arrêtent aussi. Ils sont tous les deux envoyés à la prison de Montelupich. Entre les séances de torture, elle écrit ses mémoires sur du papier toilette et les cache dans un chambranle de la porte. Elle utilise des noms de code pour tous les membres de l'organisation, dont le sien, « Justyna ».
Le 29 avril 1943, le couple s'évade avec plusieurs autres prisonniers et se retrouve à Bochnia. Ils creusent un bunker dans la forêt de Nowy Wiśnicz où ils continuent de se battre. Shimshon écrit et édite le journal résistant Il-Haluz Ha-Lohem, 250 exemplaires qui sont distribués chaque vendredi dans les ghettos et pour les survivants juifs cachés. Le dernier numéro est publié le 1er octobre 1943. Tout en essayant d'aider un hongrois juif à traverser la frontière, ils sont arrêtés par les Allemands et exécutés le 8 novembre 1943,.
Quinze des vingt chapitres des mémoires de Gusta Dawidson sont sortis clandestinement de prison et confiés après-guerre à la société historique juive de Cracovie. Après la publication en polonais et en hébreu, la version anglaise Justyna's Narrative paraît en 1996 et celle en français en 2019.

## Œuvre
- Le Testament de Justyna, Le Bord de l'Eau, 2019; publié avec le soutien de la Fondation pour la mémoire de la Shoah